# العلاقات الجنوب سودانية الكرواتية
العلاقات الجنوب سودانية الكرواتية هي العلاقات الثنائية التي تجمع بين جنوب السودان وكرواتيا.

## مقارنة بين البلدين
هذه مقارنة عامة ومرجعية للدولتين:
| وجه المقارنة                                              | جنوب السودان                  | كرواتيا                                                  |
| --------------------------------------------------------- | ----------------------------- | -------------------------------------------------------- |
| المساحة (كم2)                                             | 619.75 ألف                    | 56.59 ألف                                                |
| عدد السكان (نسمة)                                         | 12.58 مليون                   | 4.11 مليون                                               |
| الكثافة السكانية (ن./كم²)                                 | 20.3                          | 72.63                                                    |
| العاصمة                                                   | جوبا                          | زغرب                                                     |
| اللغة الرسمية                                             | لغة إنجليزية                  | اللغة الكرواتية                                          |
| العملة                                                    | جنيه جنوب سوداني، جنيه سوداني | كونا كرواتية                                             |
| الناتج المحلي الإجمالي (بليون دولار)                      | 2.90 مليار                    | 54.85 مليار                                              |
| الناتج المحلي الإجمالي (تعادل القوة الشرائية) بليون دولار | 22.88 مليار                   | 94.64 مليار                                              |
| الناتج المحلي الإجمالي الاسمي للفرد دولار أمريكي          | 73                            | 11.54 ألف                                                |
| الناتج المحلي الإجمالي للفرد دولار أمريكي                 | 2.02 ألف                      | 21.64 ألف                                                |
| مؤشر التنمية البشرية                                      | 0.467                         | 0.818                                                    |
| رمز المكالمات الدولي                                      | +211                          | +385                                                     |
| رمز الإنترنت                                              | .ss                           | .hr                                                      |
| المنطقة الزمنية                                           | ت ع م+03:00                   | توقيت وسط أوروبا، ت ع م+01:00، ت ع م+02:00، أوروبا/زغرب ‏ |

## منظمات دولية مشتركة
يشترك البلدان في عضوية مجموعة من المنظمات الدولية، منها:
| علم المنظمة | اسم المنظمة                               | تاريخ انضمام جنوب السودان | تاريخ انضمام كرواتيا |
| ----------- | ----------------------------------------- | ------------------------- | -------------------- |
|             | مؤسسة التنمية الدولية                     | 18 أبريل 2012             | 25 فبراير 1993       |
|             | يونسكو                                    | 27 أكتوبر 2011            | 1 يونيو 1992         |
|             | وكالة ضمان الاستثمار متعدد الأطراف        | 18 أبريل 2012             | 19 مارس 1993         |
|             | الأمم المتحدة                             | 14 يوليو 2011             | 22 مايو 1992         |
|             | الاتحاد البريدي العالمي                   | ?                         | ?                    |
|             | البنك الدولي للإنشاء والتعمير             | 18 أبريل 2012             | 25 فبراير 1993       |
|             | الاتحاد الدولي للاتصالات                  | 3 أكتوبر 2011             | 3 يونيو 1992         |
|             | مؤسسة التمويل الدولية                     | 18 أبريل 2012             | 25 فبراير 1993       |
|             | المركز الدولي لتسوية المنازعات الاستشارية | 18 مايو 2012              | 22 أكتوبر 1998       |
|             | منظمة الشرطة الجنائية الدولية             | ?                         | ?                    |

## وصلات خارجية
- موقع وزارة الخارجية الجنوب سودانية
- موقع وزارة الخارجية الكرواتية